# مرانک
مَرانَک محله ای درشهر آبسردو از توابع شهرستان دماوند واقع در شرق استان تهران می‌باشد. زبان مرانکی‌ها بعد از فارسی باگویش زبان تاتی می‌باشد.
این محله از طریق جاده فیروزکوه قابل دسترسی است.
مرانک اولین مرکز فناوری اطلاعات را در بین روستاهای ایران دارا بود، که در سال ۲۰۰۳ میلادی با کمک سازمان یونسکو (undp) ایجاد گردید. این طرح که بهره‌برداری آزمایشی آن از ۲۲/۴/۸۳ در مرانک شروع شده بود در روز سه شنبه مورخ ۲۰/۵/۸۳ به صورت رسمی و با حضور شخصیت‌های بلندپایه کشوری و محلی افتتاح گردید. طرح مذکور که توسط دفتر پژوهشی سازمان مدیریت و برنامه‌ریزی کشور و با مشارکت برنامه عمران سازمان ملل، در چارچوب همکاری‌های دولت جمهوری اسلامی ایران با دفتر سازمان ملل در تهران از ابتدای سال ۱۳۸۲ آغاز شده و هم‌اکنون با مستعمل شدن دستگاه‌های آن وسو مدیریت مدیران قبلی مرکز فناوری اطلاعات دیگر اثری از آن نمی‌باشد. {{منبع}}